# كوني ريان
كوني ريان (بالإنجليزية: Connie Ryan)‏ هو لاعب كرة قاعدة أمريكي، ولد في 27 فبراير 1920 في نيو أورلينز في الولايات المتحدة، وتوفي في 3 يناير 1996 في ميتايري في الولايات المتحدة.

## وصلات خارجية
- كوني ريان على موقعبيزبول رفرنس.كوم (الدوري الرئيسي) (الإنجليزية)
- كوني ريان على موقعبيزبول رفرنس.كوم (الدوري الثانوي) (الإنجليزية)
- كوني ريان على موقع قاعة لويزيانا للمشاهير الرياضية (الإنجليزية)